# Vardashen
Vardashen (en arménien Վարդաշեն ) est une communauté rurale du marz d'Ararat en Arménie. En 2008, elle compte 573 habitants.